# Брце
Брце (словен. Brce, итал. Berze di Torrenova) је насељено место у општини Илирска Бистрица, Приморско-нотрањска регија, Словенија.

## Историја
До територијалне реорганизације у Словенији биле су у саставу старе општине Илирска Бистрица.

## Становништво
У попису становништва из 2011. године, Брце је имало 28 становника.
| Број становника према пописима | Број становника према пописима | Број становника према пописима |
| ------------------------------ | ------------------------------ | ------------------------------ |
| 1991                           | 2002                           | 2011                           |
| 24                             | 35                             | 28                             |